# Plebiscyt Przeglądu Sportowego 1971
37. Plebiscyt Przeglądu Sportowego na najlepszego sportowca Polski zorganizowano w 1971 roku.

## Wyniki
1. Ryszard Szurkowski - kolarstwo (1 190 582 pkt.)
2. Ryszard Tomczyk - boks (807 829)
3. Zygmunt Smalcerz - podnoszenie ciężarów (722 257)
4. Zbigniew Kaczmarek - podnoszenie ciężarów (706 995)
5. Grzegorz Śledziewski - kajakarstwo (641 236)
6. Sobiesław Zasada - sport samochodowy (592 382)
7. Daniela Jaworska - lekkoatletyka (583 101)
8. Waldemar Baszanowski - podnoszenie ciężarów (355 236)
9. Jerzy Pawłowski - szermierka (270 404)
10. Eulalia Rolińska - strzelectwo (159 988)